# Презрение (фильм)
«Презрение» (фр. Le Mépris) — кинофильм Жана-Люка Годара (1963), снятый в Италии по мотивам романа Альберто Моравиа «Презрение» (1954).
Знаменитая музыка, написанная к фильму Жоржем Делерю, впоследствии использовалась и другими режиссёрами (например, Мартином Скорсезе в фильме «Казино»).

## Сюжет
Фильм начинается с продолжительной сцены в постели. Поль Жаваль, известный писатель, проводит время со своей женой — очаровательной стенографисткой Камиллой. Жаваль, идеалист в душе, вынужден зарабатывать деньги сочинением низкопробных детективов и киносценариев.
Закат эпохи пеплумов. На острове Капри готовятся к съёмкам фильма по мотивам «Одиссеи» на американские деньги с европейской командой. Фриц Ланг, режиссёр будущей картины, собирается снять явный артхаус и найти новое прочтение бессмертного произведения Гомера. Продюсер Джереми Прокош считает режиссёрские планы слишком заумными. Он хочет снять эксплуатационное кино. Переработку сценария он поручает Жавалю.
Жаваль поддаётся голливудскому соблазну, так как хочет расплатиться за квартиру, о которой так мечтала Камилла. Пытаясь расположить к себе Прокоша, он знакомит его со своей супругой. Заметив, что она понравилась продюсеру, Жаваль «уступает» ему, позволяя Прокошу проявлять внимание к Камилле и проводить с ней время. Она же чувствует себя униженной и разочаровывается в своём муже. За предательство идеалов и уступку коммерческому кино она испытывает к супругу только презрение (отсюда название ленты).
В финале Камилла бросает мужа, уезжает с миллионером-продюсером на его роскошном «альфа-ромео» и попадает в смертельную аварию. Раздавленный всем случившимся Жаваль возвращается к работе в театре; Ланг заканчивает фильм в одиночку.

## В ролях
- Брижит Бардо — Камилла Жаваль
- Мишель Пикколи — Поль Жаваль
- Фриц Ланг — режиссёр Фриц Ланг
- Джорджия Молл — Франческа Ванини
- Джек Пэланс — Джереми Прокош
- Жан-Люк Годар — ассистент режиссёра
- Рауль Кутар — оператор

## Работа над фильмом
После ряда малобюджетных чёрно-белых лент продюсеры Карло Понти и Джозеф Левин предоставили Годару миллионный бюджет и Брижит Бардо, секс-бомбу мирового масштаба, для съёмок новой ленты по психологическому роману респектабельного Моравиа. Продюсеры предполагали выпустить фильм молодого и очень модного режиссёра в прокат по всему миру, включая Соединённые Штаты.
Чтобы развеять опасения сторонников «новой волны» о том, что кинореволюционер «запродал» свой талант «акулам капитализма», режиссёр превращает фильм в критическое высказывание по поводу абсурдного давления, оказываемого продюсерами на творческий процесс. Есть мнение, что скучающий делец от кинематографа Джереми Прокош списан с продюсера Джозефа Левина, постоянно вмешивавшегося в процесс съёмок. «Презрение», о котором идёт речь в названии, — то чувство, которое Годар испытывал к миру папарацци и звёзд.
Когда фильм был готов, продюсеры спохватились по поводу того, что Бардо практически не появляется на экране обнажённой. Идя навстречу их пожеланиям, Годар добавил в начало фильма эпизод «обнажёнки», но всё равно умудрился издевательски снять раздетую Бардо минимально эротично, насколько это возможно, показав, как прекрасное женское тело и его составные части превращаются капиталистическим обществом в товар. Существует предание, что Годар на съёмочной площадке ходил перед Бардо на руках: «За каждый пройденный им метр она соглашалась на сантиметр укоротить причёску и на сантиметр же юбку».

## Пастиш
- «Жить своей жизнью»

В соответствии с эстетикой постмодерна Годар нашпиговал «Презрение» аллюзиями к искусству прошлого (статуи греческих богов, альбомные репродукции эротики из Секретного кабинета, цитаты из Данте, Гёльдерлина, Брехта) и к популярной культуре современности (например, обсуждается Дин Мартин и его роль в фильме «И подбежали они»). Поль сообщает о своём сотрудничестве с Николасом Рэем. Прокош, когда не знает, что ответить, сыплет цитатами из мини-сборника мудрости на все случаи жизни. Ланг цитирует самого себя, а героиня Бардо зачитывает выдержки из книги о нём, написанной критиком Люком Мулле.

## Метааспект
«Презрение» — это одновременно и фильм, и критика современного кинопроцесса. Его предваряет афоризм, приписываемый Базену: «Кино подменяет наше созерцание мира взглядом на то, что соответствует нашим желаниям». В изобилии представлен синефильский юмор («Широкий экран годится только для изображения гробов и змей»). Картина, которую собирается снимать Ланг, по стилистике весьма напоминает «Средиземноморье» Жана-Даниэля Полле. Последнюю фразу (Silenzio!) произносит сам Годар (изображающий ассистента Ланга), когда направляет камеру на безбрежный морской простор.

## Влияние Антониони
Известный исследователь творчества Годара американец Джонатан Розенбаум отмечает, что ключевая сцена выяснения отношений между полуголыми Полем и Камиллой выдержана в стилистике Антониони. Эта сцена занимает треть фильма. В период работы над фильмом влияние итальянского режиссёра на Годара было максимальным. На следующий год после выхода «Презрения» Годар возьмёт у него пространное интервью.

## Интерпретации
По поводу своих героев Годар отметил следующее. Как и Мишель Пуаккар в более ранней картине «На последнем дыхании», Поль Жаваль хочет казаться «крутым парнем» наподобие героя Джона Уэйна в «Рио Браво». Однако пистолет ему ни к чему — он куда ближе к запутавшимся в себе и в мире персонажам «Прошлого лета в Мариенбаде», чем к героям американских боевиков и вестернов, которые его восхищают. Героиня Бардо лишена подобной психологической проработки; она символизирует бесконечную свободу женской природы, которую мужчине никогда не подчинить своей воле.
Уилер Диксон в монографии о Годаре выделяет как основную для «Презрения» тему морального компромисса, даже проституции. Главный герой торгует своим временем и талантом. Он знает наизусть многие строки Данте, но проводит время за написанием сценария бестолкового фильма под названием «Тотошка против Геркулеса». Поль не может разобраться в самом себе, не понимает мотивов собственных поступков. Он лишь пешка в игре всемогущих богов, в игре судьбы, которая заканчивается гибелью его возлюбленной. Прокош, по крайней мере, без обиняков принимает позу диктатора и пребывает в ощущении контроля над окружающим миром («я знаю, что чувствуют боги»). Поль же идёт на компромиссы в творчестве, не получая за них ничего, — а такие уступки необратимы, что инстинктивно чувствует Камилла.
Розенбаум замечает, что Годар в «Презрении» не заботится даже о минимальном сюжетном правдоподобии. С точки зрения традиционного сюжетосложения здесь он терпит неудачу и как рассказчик, и как шоумен, и как мыслитель, и как кинокритик, но в то же время достигает триумфа как художник. Винегрет из цитат на четырёх языках, мелькающих в кадре афиш, наспех обставленных интерьеров и неожиданных монтажных склеек производит впечатление абсолютной цельности. Годар показывает мир с разных углов, выявляет его скрытые значения, предлагая зрителю смотреть и думать по-новому. В соответствии с дискретной природой современности в результате выходит не последовательный рассказ, а нечто наподобие кубистской мозаики.

## Признание
В ходе масштабного опроса кинокритиков, проводившегося в 2012 г. британским изданием Sight & Sound, «Презрение» получило количество голосов, равное «Крёстному отцу» (№4 в 2002 г.) и «Приключению» Антониони (№2 в 1962 г.).
Мартин Скорсезе говорит, что всегда рассматривал Антониони и Годара «как великих современных художников кино, выстраивавших кадры подобно живописцам» и отмечал, что в фильме последнего присутствует сожаление об уходившем в те годы великом старом кино, воплощённом на экране Фрицем Лангом: «Мы как бы встречаемся с вечностью, в которой растворяется и любовь, и кино. В общем, это один из самых страшных фильмов из всех когда-либо снятых». 